# Sintonía de Los Simpson
La sintonía de Los Simpson es el tema de apertura de los episodios de la serie de televisión de dibujos animados Los Simpson. Suena durante la secuencia de apertura y fue compuesta por Danny Elfman en 1989, después de que el creador de la serie, Matt Groening, le solicitara un tema de estilo retro. Elfman compuso la pieza en dos días y se convirtió en la más destacada de su carrera. La sintonía, tal como se utiliza para la secuencia de apertura ha sido editada varias veces para que coincida con las ediciones de diferentes longitudes de la secuencia. Además, se han ampliado las ediciones y regrabaciones para alargar las secuencias de apertura. Varias versiones del riff del saxofón solista, interpretado por Lisa Simpson en la animación de la secuencia, se han creado en el transcurso de la serie. Por lo general, en los créditos finales aparece un arreglo del tema de la secuencia de apertura.
La primera y tercera nota del principio de la sintonía forman una cuarta aumentada, conocida como tritono (y antiguamente como diábolus in música debido a lo chocante de su audición). Se trata de un intervalo común en muchas piezas de heavy metal, motivo por el que la sintonía de Los Simpson es a menudo citada en los artículos sobre dicho género.

## Premios
En 2002, el tema de Los Simpson ganó el Premio Nacional de Música en Estados Unidos como «Tema favorito de televisión» y fue galardonado con el Premio BMI TV Music en 1996, 1998 y 2003. En 1990, el tema fue nominado como «Mejor música del tema principal» en los Premios Emmy.
Además del arreglo para el tema de clausura, algunos episodios han tenido otras versiones del tema de cierre. Algunos han sido compuestos por Alf Clausen en los estilos de alternativos o como homenajes a otras obras musicales y otros han sido reinterpretados por diferentes artistas. La mayoría de ocasiones, se utilizan para unir la secuencia de clausura con la trama del episodio en sí. Por ejemplo, varios episodios relacionados con la policía o con el derecho han terminado con los homenajes a los temas de las series de televisión Dragnet y Hill Street Blues. La mayoría de los especiales de Halloween han abierto con un monstruo de acuerdo con el estilo de alguna película de terror o con homenajes al género como The Addams Family. Otras versiones son realizadas por las estrellas invitadas escucharon en el episodio, como la versión en rock psicodélico realizada por Yo La Tengo, la versión grunge de Sonic Youth y Los Lobos. La versión grunge de Sonic Youth, la cual fue presentada al final del episodio Homerpalooza, ha sido clasificada entre las mejores versiones del tema por Matt Groening y también por Chris Turner en su libro Planet Simpson. Otros artistas que han interpretado el tema de Los Simpson o participado en algún episodio son Tito Puente, NRBQ y la banda de música de la UCLA.

### Los Simpson: la película

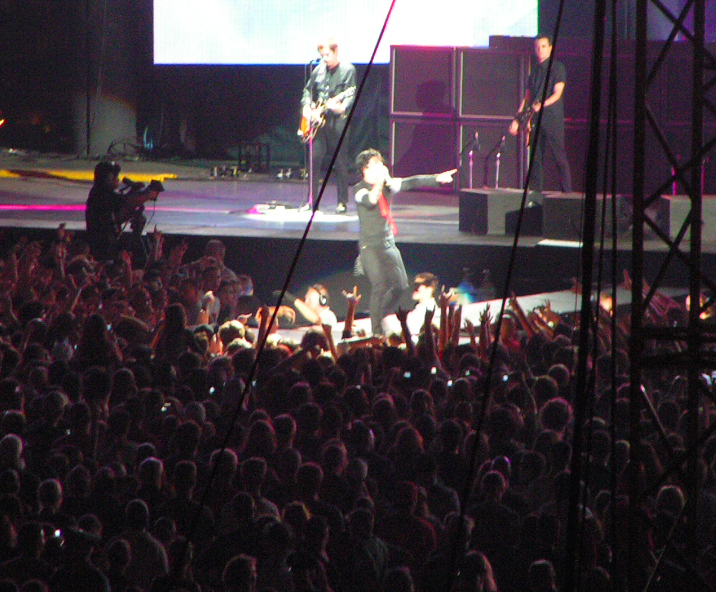
La banda punk Green Day reinterpretó la sintonía de Los Simpson para Los Simpson: la película y lanzó un sencillo en 2007.

En 2007, la banda Green Day grabó una versión reinterpretando la sintonía de Los Simpson para Los Simpson: la película y la estrenó como un sencillo. Alcanza el puesto número 106 en el Billboard Hot 100, la posición 19 en el UK Singles Chart y 16 en el UK Download Chart. También para la película de Los Simpson, Hans Zimmer, que compuso la partitura para la película, organizó su propia versión del tema en un estilo orquestal en consonancia con el original, y también inserta «diminutos fragmentos» del mismo en el resto de su partitura.